# Certificate of a Pharmaceutical Product
Ein Certificate of a Pharmaceutical Product (CPP; deutsch: Zertifikat bzw. Bescheinigung für ein Arzneimittel bzw. ein pharmazeutisches Produkt) ist eine von nationalen Gesundheitsbehörden auf Antrag ausgestellte Bescheinigung über die Verkehrsfähigkeit eines Arzneimittels im Herkunftsland. Sie bestätigt auch, dass der Hersteller des Produkts ein nach GMP (Good Manufacturing Practice) zertifizierter Herstellerbetrieb ist und regelmäßig von den nationalen Gesundheitsbehörden kontrolliert wird. Die WHO (Weltgesundheitsorganisation) empfiehlt die Verwendung eines standardisierten Formats für dieses Zertifikat. In Staaten, die über kein Zulassungssystem für Arzneimittel wie z. B. die EU verfügen, ist die Vorlage eines CPP aus der EU oder den USA eine Bedingung, um ein Arzneimittel in den Verkehr bringen zu können.